# Jacob Veldhuyzen van Zanten
Jacob Louis Veldhuyzen van Zanten (5 de febrero de 1927 - 27 de marzo de 1977) fue un capitán de aviación neerlandés e instructor de vuelo. Como capitán del KLM de un Boeing 747, fue uno de los responsables del Accidente de Los Rodeos, el accidente más mortal en la historia de la aviación.

## Biografía
Nacido en Lisse, Países Bajos, Veldhuyzen van Zanten obtuvo su licencia de piloto privado el 21 de junio de 1947, y su licencia de piloto comercial el 18 de abril de 1950. Ese año, comenzó a trabajar para KLM Royal Dutch Airlines como director de vuelo, y en 1951, comenzó a trabajar como primer oficial en el Douglas DC-3. Luego obtuvo su licencia de operador de radio teléfono de vuelo el 22 de septiembre de 1952, la licencia de piloto de transporte de línea aérea el 19 de octubre de 1956 y la licencia de navegante de vuelo el 6 de agosto de 1963.
El 23 de enero de 1971, Veldhuyzen van Zanten fue calificado en el Boeing 747. Ese mismo año, él, junto con dos de sus colegas, fue a Seattle para recibir el primer 747 de KLM, el Mississippi (registrado PH-BUA). En el momento del desastre, tenía 11.700 horas de vuelo (1.545 de las cuales estaban en el Boeing 747). Además de sus deberes como piloto regular de una aerolínea, había sido ascendido a instructor de vuelo jefe para el Boeing 747. En el momento de su muerte, estaba a cargo de entrenar a todos los pilotos de KLM en este tipo de avión y el jefe del departamento de entrenamiento de vuelo de KLM.
Jan Bartelski, capitán de KLM hasta 1978 y luego presidente de la Federación Internacional de Asociaciones de Pilotos de Líneas Aéreas, fue contemporáneo de Veldhuyzen van Zanten y lo conoció personalmente. En su libro Desastres en el Aire, describe a Veldhuyzen van Zanten como:

un individuo serio e introvertido pero con una disposición abierta y amigable. Era un tipo estudioso y considerado como el experto piloto de la compañía en los sistemas Boeing 747.

Y agrega que:

Creía en la sociedad, en la medida en que insistía en que sus primeros oficiales se dirigieran a él durante el vuelo como «Jaap» y no como «Capitán van Zanten».

Poco antes del Accidente de Los Rodeos, en el que estuvo involucrado, Veldhuyzen van Zanten fue fotografiado para la campaña publicitaria de KLM. Si bien esto se ha atribuido a su alta posición dentro de KLM, Jan Bartelski, por ejemplo, argumenta que Veldhuyzen van Zanten fue fotografiado simplemente porque era el único capitán disponible (debido a sus responsabilidades como instructor de vuelo) a KLM Public Relations, ya que otros estaban volando.
Cuando se supo la noticia del desastre de Tenerife, los ejecutivos de KLM buscaron a Van Zanten para dirigir su investigación, solo para darse cuenta de que había estado involucrado en el accidente.
Veldhuyzen van Zanten vivía en Sassenheim, Países Bajos, con su esposa y sus dos hijos.

## Clasificaciones de tipo de aeronave
Jacob Van Zanten estuvo calificado para los siguientes aviones:
- Douglas DC-3 del 28 de septiembre de 1951 al 20 de junio de 1962
- Convair CV240 / 340 del 23 de agosto de 1952 al 20 de junio de 1962
- Lockheed Constellation del 1 de octubre de 1952 al 20 de junio de 1962
- Douglas DC-6 del 12 de febrero de 1957 al 20 de junio de 1962
- Douglas DC-7 del 6 de junio de 1957 al 20 de junio de 1962
- Vickers Viscount 803 del 11 de junio de 1959 al 21 de julio de 1967
- Douglas DC-9 del 16 de marzo de 1967 al 9 de junio de 1971
- Boeing 747 del 23 de enero de 1971 al 27 de marzo de 1977

## Muerte
El desastre del aeropuerto de Tenerife el 27 de marzo de 1977 fue la colisión de dos aviones de pasajeros Boeing 747 en la pista del Aeropuerto de Los Rodeos (ahora conocido como Aeropuerto de Tenerife Norte) en Tenerife, España; matando a 583 personas, el accidente es el accidente más mortal en la historia de la aviación. Los 248 pasajeros y la tripulación a bordo del vuelo KLM 4805 murieron, al igual que 335 en el vuelo Pan Am 1736 (61 sobrevivieron).
En la intensa neblina de la única pista del aeropuerto, Veldhuyzen van Zanten despegó sin autorización y se estrelló contra la parte superior del avión Pan Am, que retrocedía en la dirección opuesta bajo la dirección del control de tráfico aéreo. La tripulación de vuelo del KLM había sido consciente de que Pan Am se estaba retrasando detrás de ellos, pero creía que ya había despejado la pista; la densa niebla impedía la confirmación visual. Las acciones de Veldhuyzen van Zanten fueron el resultado de una serie de otros factores, incluidas las dificultades de comunicación con el control de tránsito aéreo (acentos y fraseología no estándar); él creyó erróneamente que se le había dado autorización para despegar cuando recibió una autorización de salida, y la Torre de Control asumió que el KLM 4805 permaneció estacionado en la pista como se le indicó.